# Pete Townshend
Ne doit pas être confondu avec Peter Townsend.
Pour les articles homonymes, voir Townshend.
Peter Dennis Blandford Townshend, né le 19 mai 1945 à Chiswick (Londres), est un guitariste, chanteur et auteur-compositeur rock britannique, membre fondateur, leader et principal compositeur du groupe The Who. 
Il est dans les années 1960, avec Jeff Beck, Jimmy Page, Eric Clapton, George Harrison, et Jimi Hendrix, par son style et son jeu de scène, l'un des guitaristes les plus novateurs du rock. Compositeur de la plupart des chansons des Who, il est l'un des premiers guitaristes à utiliser des effets comme le larsen et la technique des accords dite en power chords dans un style qui préfigure le hard rock et le punk. Pete Townshend est aussi le premier à placer des boucles sonores de synthétiseurs sur des chansons rock (album Who's Next en 1971, Won't Get Fooled Again et Baba O'Riley) et à écrire des opéras rock (la chanson A Quick One, While He's Away en 1966, préfigurant Tommy en 1969). Il se rend aussi célèbre en exécutant des "moulinets" (rotation de son bras droit pour frapper ses accords) et en brisant ses guitares sur scène. Musicien accompli, Peter Townshend joue aussi du piano, du synthétiseur (ARP 2500 et 2600), du banjo, de la basse, de la batterie et même de l'accordéon, et a parfois enregistré ces instruments sur certains titres de ses albums solo ou avec The Who. En 2003, le magazine Rolling Stone l'a classé 50e meilleur guitariste de tous les temps. En 2011, il passe à la 10e place de ce même classement.
Les décès du batteur Keith Moon en 1978 puis du bassiste John Entwistle en 2002 ne mettent pas fin aux activités des Who, Townshend et le chanteur Roger Daltrey continuent dans les décennies suivantes à se produire dans le monde entier avec de nouveaux musiciens comme le batteur Zak Starkey (le fils de Ringo Starr des Beatles) et le bassiste Pino Palladino et sortent notamment un douzième album studio des Who en 2019 qui rencontre un beau succès commercial.

## Biographie
Né dans une famille de musiciens (son père, Cliff, est saxophoniste dans le groupe The Squadronaires et sa mère, Betty est chanteuse), Pete Townshend montre sa fascination pour la musique dès son plus jeune âge. Il découvre très tôt le rock 'n' roll américain (selon sa mère, il avait vu de nombreuses fois le film de 1956 : Rock Around the Clock), et se fait offrir sa première guitare par sa grand-mère à l'âge de douze ans.
À treize ans, il détruit sa première guitare : alors qu'il répète avec son ami John Entwistle, sa grand-mère maternelle lui intime l'ordre de baisser le son de son amplificateur. Énervé, il déclare préférer maintenir ce niveau sonore, casse sa guitare et ajoute ensuite « Now will you fucking get out of my life? » (« Maintenant, vas-tu sortir de ma vie, putain ? »). Dans son autobiographie parue en 2012, il avouera avoir eu d'énormes problèmes avec cette grand-mère maternelle, Denny, chez qui il a été placé à l'âge de six ans. Une grand-mère "dérangée" qui aurait tenté d'abuser de lui, qui passait son temps à se balader nue sous un manteau et à vouloir "se faire des chauffeurs de bus" selon Pete Townshend. Il est possible qu'elle ait inspiré plus tard le personnage d'Uncle Ernie, l'oncle pédophile de l'opéra-rock Tommy. Townshend avouera aussi dans son autobiographie, qu'il aurait été victime à plusieurs occasions d'attouchements de la part d'adultes, notamment lorsqu'il était scout.
En 1958, il rencontre John Entwistle, futur bassiste des Who et se met au banjo.

### Carrière avec les Who

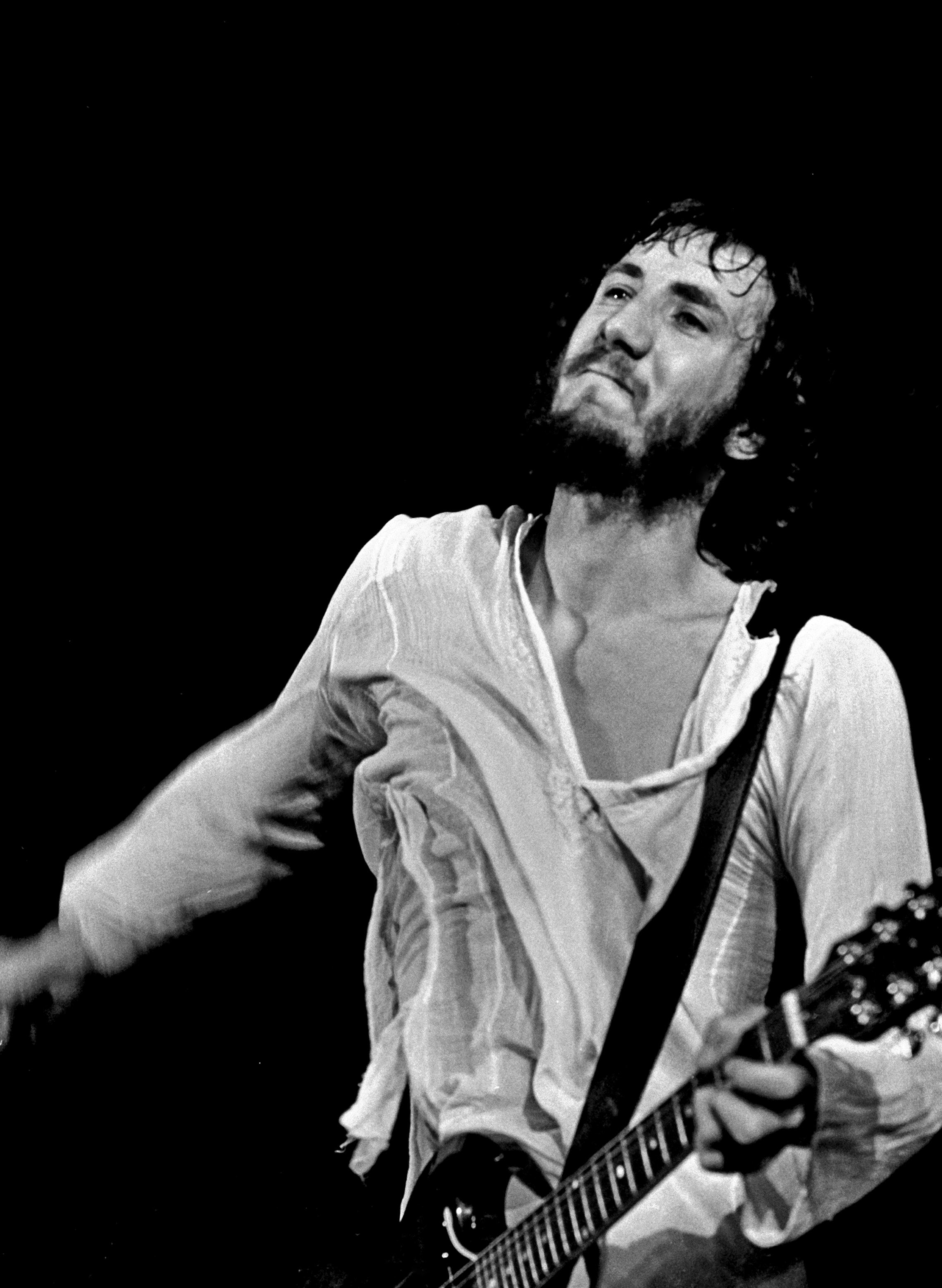
Pete Townshend en concert avec les Who en 1974.

En 1961, Townshend entre au Ealing Art College, et, un an plus tard, avec son camarade de classe John Entwistle, il fonde leur premier groupe : The Confederates, un duo de Dixieland avec Townshend au banjo et Entwistle au cor. La même année, ils rejoignent tous deux The Detours, un groupe de skiffle dirigé par un ouvrier chaudronnier, Roger Daltrey. Après divers changements de personnel et avec l'arrivée de Keith Moon comme batteur, le groupe devient The Who en 1964. Peu après, ils passent sous la coupe du publicitaire Peter Meaden qui les convainc de transformer leur nom en The High Numbers pour leur donner une identité plus mods. Mais six mois plus tard, après avoir sorti un single (Zoot Suit), ils lâchent Meaden et signent avec deux nouveaux managers, Chris Stamp et Kit Lambert, et reprennent le nom The Who.
Seul guitariste du groupe (Roger Daltrey, à l'origine guitariste, a lâché son instrument pour ne plus se consacrer qu'au chant), Townshend s'impose rapidement comme l'auteur-compositeur principal des chansons du groupe. Il écrira plus de 100 chansons pour le groupe entre 1965 et 1982, puis à partir de 2002. La plume de Townshend est très introspective et ses chansons traitent le plus souvent de problèmes personnels, générationnels et souvent identitaires comme I Can't Explain, Pictures of Lily, Substitute ou My Generation. Un article du Telegraph dira même en 2012: "il est la première rock star que Freud aurait aimé". Si les thèmes de ses chansons détonnent dans le Swinging London des années 1960, il en est de même avec sa musique novatrice puisqu'il est l'un des premiers guitaristes à utiliser des effets et des techniques tels que le larsen, les power chords ou même à intégrer des synthétiseurs dans sa musique. Sur scène, il s'illustrera comme l'un des premiers grands performers de la guitare.
Au sein des Who, il est aussi porteur et initiateur des grands projets musicaux du groupe tels que les opéras-rock Tommy ou Quadrophenia. En 1982, c'est Pete Townshend qui sera à l'origine de l'arrêt du groupe, se sentant incapable d'écrire des chansons pour les Who. Il participera à quelques réunions occasionnelles avec le groupe entre 1982 et 1996, date à laquelle ils se reforment définitivement avec les membres encore vivants du groupe.
Du milieu des années 1980 jusqu'à aujourd'hui, Townshend participe à une succession de rassemblements et de concerts d'adieux avec les membres encore vivants des Who, notamment une tournée en 2002 qui continue malgré la mort de John Entwistle (remplacé par Pino Palladino).
En février 2006, une tournée mondiale majeure se déroule pour la sortie de Endless Wire, leur premier album depuis 1982.

### Carrière solo
En parallèle de son travail avec les Who, Townshend réalise sporadiquement des albums solo. Entre 1969 et 1971, Townshend, associé à d'autres dévots de Meher Baba, enregistre trois albums, qui rencontrent peu de succès, dédiés au yoga : I Am, Happy Birthday et With Love. En réponse à l'énorme contrebande de ceux-ci, il compile ses travaux les plus fameux (ainsi qu'Evolution, une collaboration avec Ronnie Lane) et sort Who Came First en 1972, son premier disque solo produit par une major. Ce disque rencontre un succès mitigé et comprend des démos de chansons des Who ainsi qu'un étalage de ses talents de guitariste acoustique.
Il collabore avec son ami et bassiste de The Faces Ronnie Lane, également disciple de Meher Baba, sur le double album Rough Mix de 1977. En 1979, il joue sur la chanson Rockestra Theme présente sur l'album Back to the Egg des Wings.
La véritable percée de Townshend en tant qu'artiste solo a lieu après la mort du batteur des Who Keith Moon, grâce à son album Empty Glass en 1980, qui comprend le hit Let My Love Open the Door. Ce disque est suivi en 1982 par All the Best Cowboys Have Chinese Eyes, qui inclut le tube radio Slit Skirts.
Durant le reste des années 1980 jusqu'au début des années 1990, Townshend expérimente encore dans l'opéra-rock et dans les albums-concepts, en sortant plusieurs disques basés sur des histoires incluant White City: A Novel (1985), The Iron Man: The Musical by Pete Townshend (1989) et Psychoderelict (1993).
Townshend a aussi la chance de jouer avec son idole Hank Marvin pour les sessions du rockestra de Paul McCartney, ainsi qu'avec d'autres musiciens de rock respectés tels que David Gilmour, John Bonham et Ronnie Lane.
Townshend enregistre aussi plusieurs albums live, dont un avec Deep End, un supergroupe qu'il monte pour ne réaliser que deux concerts et un passage dans l'émission télé The Tube, afin de récolter des fonds pour aider les toxicomanes.
En 1984, Townshend publie un recueil de nouvelles intitulé Horse's Neck. Il déclare également qu'il s'est mis à l'écriture de son autobiographie. En 1993, Des MacAnuff et lui écrivent et réalisent l'adaptation pour Broadway de l'album des Who Tommy, ainsi qu'une comédie musicale qui rencontre moins de succès basée sur son album solo The Iron Man, inspiré du livre de Ted Hughes. MacAnuff et Townshend co-produisent aussi le film d'animation The Iron Giant (1999), également basé sur l'histoire de Hughes.
En 2015, il collabore avec Jean Michel Jarre pour enregistrer le titre "Travelator, Pt. 2" disponible sur l'album Electronica 1: The Time Machine.

### Vie privée
Avec les premiers cachets des Who, Pete Townshend emménage en 1965 à Belgravia dans un appartement qu'il équipe d'un studio. Il mènera hors des tournées, pendant des années, une vie recluse avec sa famille dans cet appartement, travaillant sur les chansons qui constitueront le répertoire du groupe. Pete rencontre Karen Astley (fille du compositeur Ted Astley) alors qu'il est en école d'art et se marie avec elle en 1968. Le couple se sépare en 1994 et divorce en 2000. Ils ont trois enfants, Emma (née en 1969), qui est elle-même compositeur-interprète, Aminta (née en 1971) et Joseph (né en 1989). En 2013, dans son autobiographie Who I am, il indique qu'il est probablement bisexuel. Townshend vit aujourd'hui avec son amie de longue date, la musicienne Rachel Fuller, à Richmond, en Angleterre.
Durant une grande partie de sa carrière avec les Who, Pete Townshend a été confronté à de nombreuses addictions. En 1966, il avoue dans une interview sur la BBC qu'il prend de la drogue, notamment de l'acide. En 1970, il annonce dans un article dans Rolling Stone qu'il s'oppose à l'usage de drogues, suivant les préceptes de son gourou Meher Baba. Néanmoins, en privé, il connaît de graves problèmes d'alcoolisme et plus tard, d'addiction à la cocaïne, à l'héroïne et aux antidépresseurs. Il manque de mourir d'une overdose en 1981 et décide de combattre ses addictions. Il déclarera plus tard ne plus avoir touché ni à l'alcool, ni aux drogues depuis 1982.
Pete semble avoir souffert d'agressions sexuelles pendant son enfance par sa tante, qui avait coutume de se promener nue dans la rue. Au niveau du public, ceci semble être une clé importante pour la lecture de Tommy. Le petit garçon martyrisé, enfermé dans son secret, est peut-être une image transposée du guitariste enfant. Il a également souffert de son apparence physique : son aspect longiligne et son nez ont été la source de brimades, même Roger Daltrey l'a désigné, à l'époque des Detours, comme un « nez sur un bâton » (« as a nose on a stick »). Pete a notamment déclaré « les Who n'auraient pas existé sans [mon] fichu tarin ! ». Il a en outre, du fait de sa grande timidité, des difficultés à communiquer avec ses semblables. Ce qui est à l'origine de ce besoin de trouver une violente catharsis dans le Rock and Roll. Ces thèmes sont d'ailleurs très souvent abordés dans les paroles des chansons des Who.
Par ailleurs, le 13 janvier 2003, Pete est arrêté pour avoir consulté un site Internet exposant des images pédophiles. Pour sa défense, après avoir reconnu qu'il avait utilisé sa carte de crédit pour payer l'accès à ce site, il a expliqué effectuer des recherches pour une sorte de mémoire expliquant la facilité avec laquelle les images pédophiles circulaient sur le Net. Sur quatorze ordinateurs saisis à son domicile par Scotland Yard, aucun disque dur n'a livré d'images à caractères pédophiles ou la trace d'autres visites sur ce genre de sites.

Selon un communiqué de la police britannique : 
« Après quatre mois d'investigation par des officiers du groupe de protection de l'enfance de Scotland Yard, il est établi que M. Townshend n'était pas en possession d'une quelconque image téléchargée à caractère pédophile. »
À cause de ce fait divers les Who ne jouent plus I'm a Boy en concert.
Townshend a également commencé en septembre 2005 la publication d'une histoire semi-autobiographique The Boy Who Heard Music à la manière d'un feuilleton sur son blog. Le blog s'est arrêté en octobre 2006, comme annoncé sur le site web de Pete Townshend.

### Problèmes d'audition
À la suite d'une très intensive et longue exposition à une musique très puissante et assourdissante en concert, avec une cathédrale d'amplis Hiwatt derrière lui et en studio en utilisant des casques audio pendant des heures, Townshend souffre maintenant de surdité partielle et d'acouphène.
L'un des exemples les plus marquants des très gros excès des Who eurent lieu lors d'un concert dans les années 1970, lorsque le niveau sonore du groupe fut mesuré à 120 dB à 40 m de la scène. Il se peut également qu'une partie de son état acoustique soit lié à une prestation mémorable dans le spectacle Smothers Brothers Comedy Hour présenté en 1967, durant lequel Keith Moon qui faisait déjà beaucoup de bruit avec sa batterie, actionna, lors de la chanson My Generation, une très large et grande quantité d'explosifs, placés à l'intérieur de sa grosse caisse, alors que Peter se tenait à proximité[réf. nécessaire].
En 1989, il fut l'un des premiers rockers à apporter son soutien à l'association H.E.A.R. (Hearing Education and Awareness for Rockers) .

## Caractéristiques

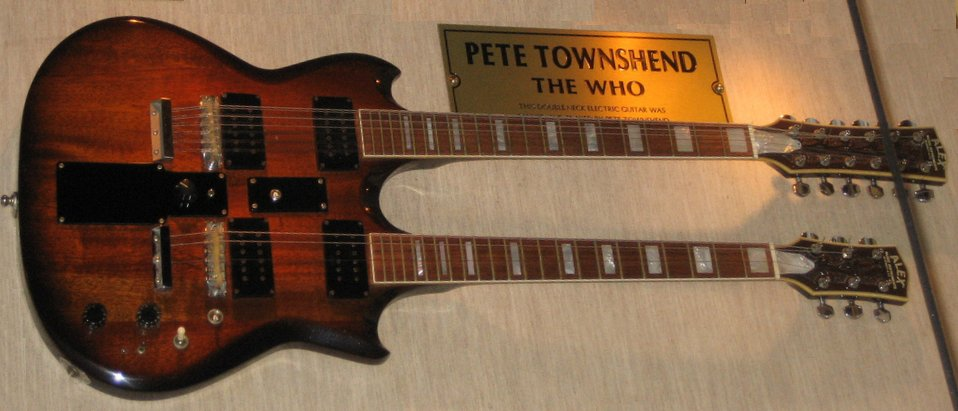
Guitare de type Gibson EDS 1275 de Pete Townshend - Hard Rock Cafe, San Francisco.

Pete Townshend est considéré l'un des musiciens les plus novateurs du rock et l'un des plus importants compositeurs du rock des années 1960 et 1970. S'il n'est pas le premier artiste à utiliser l'effet larsen sur un enregistrement (ce sont les Beatles qui l'ont précédé en 1964 avec I Feel Fine), il est l'un des premiers à l'utiliser de manière récurrente aussi bien sur ses chansons en studio que sur scène, en jouant notamment avec les effets produits. Il en est de même avec la distorsion (utilisée pour la première fois par Link Wray sur Rumble en 1958) mais qui deviendra l'un des effets souvent employé par le guitariste notamment sur scène. Bien que Pete Townshend ait souvent revendiqué la paternité de l'utilisation des power chords, il semblerait  qu'il fut devancé par Link Wray et même les Kinks qui en usaient déjà notamment sur You Really Got Me). Néanmoins, son jeu de guitare était souvent basé sur l'utilisation constante de "power chords". Toutes ses particularités ont fait de lui l'un des précurseurs du hard rock et du punk au niveau du jeu de guitare et Jimi Hendrix l'a cité comme l'un des guitaristes l'ayant le plus influencé. Pete Townshend est même surnommé comme étant "The Godfather of Punk" ("le parrain du punk").
Bien qu'il n'ait jamais été très reconnu pour ses solos, du fait qu'il fut le seul guitariste des Who, il a développé un style unique et original combinant ses power chords, avec des arpèges dans un style à la fois débridé et très fluide, et la réussite des Who aux États-Unis est en partie due à sa capacité à jouer des chorus variés. Outre la guitare, il joue aussi du piano, du banjo, de l'accordéon (qui lui a inspiré la chanson Squeeze Box), de la basse (notamment en remplacement de John Entwistle parti en voyage de noces pour la reprise de Under My Thumb) et de la batterie. Il est l'un des premiers à utiliser des synthétiseurs dans la musique rock à partir de l'album Who's Next. Il est enfin, dès le milieu des années 1960, l'un des premiers à avoir créé des albums-concepts comme The Who Sell Out et l'un des premiers opéra-rock de l'histoire Tommy en 1969, qui sera suivi plus tard de Quadrophenia en 1973.
Pete Townshend est réputé pour ses qualités de showman, ce qui tranchait à l'époque avec l'attitude plus sage des autres guitaristes. Sautant sur scène dans tous les sens, parfois de manière acrobatique, avec ses moulinets, un geste appelé "windmill" (moulin à vent) et qui est devenu sa signature. Il a déclaré dans une interview avoir emprunté ce geste à Keith Richards, guitariste des Rolling Stones. Néanmoins, ce dernier dans sa biographie intitulée Life, rapporte n'avoir aucun souvenir d'avoir un jour fait ce geste. Sur scène, Pete Townshend (et les Who) jouait aussi très fort et fut à l'origine de l'invention de l'ampli Marshall 100 watt stack.
L'une des caractéristiques du jeu de scène était aussi la destruction de guitares. Pete Townshend est considéré comme étant le premier guitariste de rock à avoir détruit sa guitare sur scène. Le premier cas de smashing guitar fut un accident. Lors d'un concert au Railway Hotel à Harrow en 1964, Pete aurait heurté avec sa guitare le plafond particulièrement bas de la salle et brisé sa six-cordes. De rage, il aurait par la suite achevé de démolir son instrument devenu inutilisable. Loin de décevoir le public, l'événement (qui avait pourtant écourté le set du groupe) rendit la foule hystérique. Détruire leurs instruments sur scène devint alors un rituel des performances des Who (fortement encouragés par leurs managers Kit Lambert et Chris Stamp). Systématiques jusqu'en 1968, les destructions de guitares deviendront moins importantes par la suite. Townshend, toujours très prolixe en interview, rapprochera plus tard ces « singeries » des théories de l'artiste Gustav Metzger sur l'art auto-destructif, auxquelles il avait été confronté en école d'art.
Auteur de la grande majorité des chansons du groupe, Pete Townshend concentre dans sa personne nombre de paradoxes : pionnier du feedback et des accords de puissance, grande inspiration des punks, il est également à l'origine de concepts abhorrés par ces mêmes punks, tels que les opéra-rock. Townshend a, durant toute sa carrière, revisité les techniques de narration des albums et reste le musicien le plus associé au genre de l'opéra-rock.
Un grand nombre de titres ont vu aussi Townshend jouer du piano, du clavier, ou bien du synthétiseur. Les Who firent également appel à des invités tels que Nicky Hopkins ou Chris Stainton.

## Influences

### Influences musicales

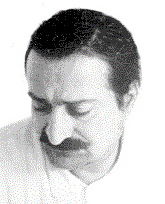
Meher Baba.

Parmi les guitaristes ayant le plus influencé Pete Townshend, on retrouve Link Wray, James Burton, John Lee Hooker, Bo Diddley et Hank Marvin de Cliff Richard and The Shadows, le premier guitar hero britannique.
Pete Townshend, par son utilisation du feedback, des power chords et son jeu de scène a lui aussi inspiré de nombreux guitaristes de rock, notamment Jimi Hendrix. Ce dernier avait été particulièrement impressionné par les concerts des Who et de Cream auquel il avait assisté lors de son arrivée en Angleterre en 1966. En retour, Pete Townshend fut aussi très impressionné et influencé par Jimi Hendrix, qu'il appréciait beaucoup. Outre sur le plan du jeu de guitare, Pete Townshend a aussi fait part dans des interviews de son admiration pour les qualités de compositeurs de Ray Davies des Kinks et les qualités de showman de Mick Jagger.

### Influences spirituelles
Townshend fut un disciple du gourou religieux indien Meher Baba, qui mélangeait des éléments de soufisme, védanta et écoles mystiques. Les enseignements de Baba furent une source majeure d'inspiration de beaucoup de ses travaux, incluant Tommy, et le projet inachevé des Who LifeHouse. La chanson des Who Baba O'Riley, écrite au départ pour Lifehouse et figurant finalement sur l'album Who's Next, fut d'ailleurs intitulée ainsi en hommage à Meher Baba et au compositeur minimaliste Terry Riley. Bien que les enseignements de Baba imposassent l'abstinence de drogue, Townshend eut plusieurs procès publics pour toxicomanie, et frôla la mort en 1981 à la suite d'une overdose d'héroïne.
Il a publié trois albums en hommage à Meher Baba, Happy Birthday en 1970, avec Ronnie Lane ex-Small Faces, I Am  en 1972 et finalement With Love en 1976.

## Matériel
Au début des Who, Pete Townshend utilisait de nombreuses guitares de marques différentes, notamment des Fender Stratocaster, Fender Telecaster, des Danelectro ainsi que des Gibson ES-335 dont beaucoup ne survivront que le temps d'un concert. Il utilisait aussi très souvent une Rickenbacker Rose Morris, que l'on voit dans certains de leurs passages télévisés ou de leurs clips (notamment The Kids Are Alright).
À partir de 1968, il utilise de manière presque exclusive des guitares Gibson SG que l'on voit notamment lors de leur passage au Rock and Roll Circus en 1968 des Rolling Stones, à Woodstock en 1969 et au Festival de l'Ile de Wight en 1970. À partir de 1972, comme la production des SG Special cesse, il se tourne vers les Gibson Les Paul Deluxe, dont il possèdera plusieurs modèles (numérotés) souvent destinés à la scène et souvent modifiés pour obtenir une sonorité particulière. À partir de 1979 et jusqu'en 1982, ce sont surtout des Schecter/Giffin Telecaster qu'il utilise sur scène. Néanmoins, il reste un guitariste non exclusif d'une marque puisqu'on le voit lors de la décennie suivante revenir à des modèles comme les Fender Stratocaster, notamment la Signature Eric Clapton. Il a aussi joué sur des Gretsch, Guild ou Takamine.
Comme amplificateurs, Townshend a souvent utilisé des Hiwatt entre 1970 et 1980 lors des concerts des Who, mais aussi des Fender.

## Discographie

### Discographie solo

#### Albums hommage à Meher Baba
- 1970 : Happy Birthday - Avec Ronnie Lane
- 1972 : I Am
- 1976 : With Love

#### Albums Démo
- 1972 : Who Came First
- 1983 : Scoop
- 1985 : Another Scoop
- 2002 : Scoop 3

#### AvecRonnie Lane
- 1977 : Rough Mix -

#### Albums studio
- 1980 : Empty Glass
- 1982 : All the Best Cowboys Have Chinese Eyes
- 1985 : White City: A Novel - Avec David Gilmour
- 1989 : The Iron Man: The Musical by Pete Townshend
- 1993 : Psychoderelict

#### Lifehouse
- 2000 : Lifehouse Chronicles (Coffret 6 CD)
- 2000 : Lifehouse Elements

#### Albums en public
- 1986 : Deep End Live! (Avec David Gilmour)
- 1999 : A Benefit for Maryville Academy
- 2000 : Live: The Fillmore
- 2000 : Live: The Empire
- 2001 : Live: Sadler's Wells
- 2002 : Live: La Jolla
- 2004 : Live: Brixton Academy '85
- 2024 : Live in Concert 1985-2001 (Coffret 14CD)

#### Compilations
- 1996 : Coolwalkingsmoothtalkingstraightsmokingfirestoking - The Best of Pete Townshend
- 2015 : Truancy: The Very Best of Pete Townshend (Inclus 2 inédits "Guantanamo" et "How Can I Help You")

### Collaborations
- 1971 : Smiling Men With Bad Reputations de Mike Heron : avec Keith Moon.
- 1973 : Eric Clapton's Rainbow Concert de Eric Clapton : guitare.
- 1973 : Food of Love de Yvonne Elliman - Avec Caleb Quaye, Peter Robinson, Michael Giles, Liza Strike, etc.
- 1979 : Back to the Egg de Paul McCartney & Wings : guitare sur Rockestra Theme et So Glad to See You Here, avec aussi David Gilmour, John Paul Jones, Ronnie Lane, John Bonham, Morris Pert, etc.
- 1980 : McVicar de Roger Daltrey : guitare.
- 1980 : The Secret Policeman's Ball (The Music) : sur Pinball Wizard, Drowned et Won't Get Fooled Again.
- 1984 : About Face de David Gilmour : Pete a écrit les paroles de 2 chansons Love on the Air et All Lovers Are Deranged, mais ne joue pas sur l'album.
- 1985 : Sun City de Artists United Against Apartheid : guitare.
- 1994 : A Celebration: The Music of Pete Townshend and The Who de Roger Daltrey : guitare et chant sur Who Are You
- 1996 : The Awakening de Raphael Rudd et Peter Townshend - Annie Haslam chant sur 3 chansons
- 1996 : Jerry Maguire : Pete et Nancy Wilson, trame sonore du film de Cameron Crowe.
- 2015 : Electronica 1: The Time Machine de Jean-Michel Jarre : guitare sur Travelator, Pt. 2.
- 2017 : Bridge Over Troubled Water de Artists For Grenfell : joue sur ce single produit entre autres par Trevor Horn.
- 2018 : As Long as I Have You de Roger Daltrey : guitares sur 7 chansons.

#### Production
- 1968 : The Crazy World of Arthur Brown de Arthur Brown : producteur associé.
- 1969 : Something In The Air de Thunderclap Newman : single
- 1970 : Hollywood Dream de Thunderclap Newman : album produit par Pete.